# Stefan Batory (pociąg pancerny)
Pociąg pancerny „Stefan Batory” – pociąg pancerny Wojska Polskiego w II Rzeczypospolitej.
Pociąg pancerny „Stefan Batory” zbudowany został w lipcu 1920 w Warszawie, a zlikwidowany w sierpniu 1921.
W pierwszej dekadzie października 1920 jego uzbrojenie artyleryjskie stanowiły 2 armaty austriackie 8 cm.  Na uzbrojeniu posiadał też 6 rosyjskich karabinów maszynowych typu „Maxim”, 3 karabiny maszynowe typu „Lewis” i 3 austrackie karabiny maszynowe „Schwarzlose”.

## Żołnierze pociągu
| Obsada personalna pociągu w 1920 | Obsada personalna pociągu w 1920 |
| Stanowisko                       | Stopień, imię i nazwisko         |
| -------------------------------- | -------------------------------- |
| Dowódca pociągu                  | por. Konrad Hedl                 |
| Oficer artylerii                 | ppor. Tadeusz Januszewski        |
| Oficer karabinów maszynowych     | por. Władysław Bydliński         |
| Lekarz                           | ppor. podlek. Janusz Biernacki   |
| Oficer załogi                    | ppor. Czesław Kowalski           |